# 케이트 린 실
케이트 린 실(Kate Lyn Sheil, 1985년 6월 13일~ )은 미국의 배우이다.

## 출연 작품

### 영화
- 유아 넥스트 (2011)
- V/H/S: 죽음을 부르는 비디오 (2012)
- 새크라멘트 (2013)
- 그녀는 내일 죽는다 (2020)

### 텔레비전
- 하우스 오브 카드 (2014-15, 2017)
- 더 걸프렌드 익스피리언스 (2016)